# Phylica levynsiae
Phylica levynsiae är en brakvedsväxtart som beskrevs av Neville Stuart Pillans. Phylica levynsiae ingår i släktet Phylica och familjen brakvedsväxter. Inga underarter finns listade i Catalogue of Life.